# Oops!... I Did It Again
"Oops!...I Did It Again" er også titlen på singlen, der var titelnummer på dette album.
Oops!...I Did It Again er det andet studiealbum fra den amerikanske popsangerinde Britney Spears. Albummet blev udgivet 16. maj 2000 på Jive Records.

## Nummerliste
1. "Oops!... I Did It Again" (M. Martin, Rami) – 3:31
2. "Stronger" (M. Martin, Rami) – 3:23
3. "Don't Go Knockin' On My Door" (Rami, Jake, A. Kronlund, M. Martin) – 3:43
4. "(I Can't Get No) Satisfaction" (Jagger, Richards)  – cover af The Rolling Stones' hit – 4:25
5. "Don't Let Me Be the Last to Know" (R. J. Lange, S. Twain, K. Scott) – 3:50
6. "What U See (Is What U Get)" (P. Magnusson, D. Kreuger, J. Elofsson, Rami) – 3:36
7. "Lucky" (M. Martin, Rami, A. Kronlund) – 3:26
8. "One Kiss from You" (S. Lunt) – 3:25
9. "Where Are You Now" (M. Martin, A. Carlsson) – 3:39
10. "Can't Make You Love Me" (K. Lundin, A. Carlsson, M. Martin) – 3:17
11. "When Your Eyes Say It" (D. Warren) – 4:29
12. "Girl in the Mirror" [Non-US edition only] (J. Elofsson) – 4:07
13. "You Got It All" [Non-US edition only] (R. Holmes) – cover af The Jets' hit – 4:10
14. "Heart" [Non-US edition only] (G. Teren, E. Wilde) – 3:30
15. "Dear Diary" (B. Spears, J. Blume, E. Wilde) – 2:46